# Intelligenzprofil
Unter einem Intelligenzprofil ist das charakteristische intellektuelle Erscheinungsbild einer Persönlichkeit zu verstehen, das sich aus einer Diagnostik mittels speziell dazu konstruierter Testverfahren ergibt. Das Intelligenzprofil spiegelt den unverwechselbaren individuellen kognitiven Zuschnitt, ein Gesamt der die einzelne Person kennzeichnenden Eigenschaften und Fähigkeiten auf der intellektuellen Ebene.

## Profilerstellung
Intelligenzdiagnostik versucht, die jeweilige Ausprägung der Intelligenz möglichst objektiv zu erfassen. Bei diesen Testungen wird versucht, die Struktur der Begabung zu ermitteln und in einem persönlichkeitstypischen „Intelligenzprofil“ darzustellen. Unter Intelligenzdiagnostik versteht man die Messung des Intelligenzquotienten (IQ) mit Hilfe spezieller Testverfahren. Mit vielen Intelligenztests lässt sich neben dem Gesamt-IQ auch ein individuelles Profil ermitteln, das die Stärken und Schwächen des Einzelnen in den getesteten Teilgebieten offenlegt. Diese können sich beispielsweise auf Bereiche wie die optische, die praktische, die sprachliche oder die rechnerische Intelligenz beziehen. Dabei ist jedoch zu beachten, dass der IQ eines Menschen keine konstante Größe darstellt. Das Ergebnis der Erhebung ist beispielsweise abhängig von der Tagesform und kann demzufolge innerhalb eines gewissen Bereichs variieren. Auch die Motivation des Einzelnen bei der Testabnahme ist ein entscheidender Faktor für das Ergebnis. Es ist zu berücksichtigen, dass das erstellte Intelligenzprofil nur den aktuellen Entwicklungsstand widerspiegelt. Der IQ kann sich im Laufe des Lebens verändern. Diese Veränderung ist etwa davon abhängig, ob das Gehirn in seinen Funktionen regelmäßig und möglichst systematisch trainiert wird. Die Spielräume, innerhalb derer sich der IQ bewegen kann, sind allerdings genetisch festgelegt und nicht veränderbar.
Unabdingbare Voraussetzungen für objektive Ergebnisse und eine brauchbare Profilerstellung sind zum einen, dass auf erprobte, wissenschaftlich erstellte, standardisierte Testverfahren zurückgegriffen wird und zum anderen, dass ein gut ausgebildetes Personal, dem keine den Test beeinflussenden Prüferfehler oder Fehlinterpretationen unterlaufen, bei den Testabnahmen und der Testauswertung eingesetzt werden. Je mehr Faktoren dabei in den Blick genommen werden, desto aussagekräftiger ist das Ergebnis im Sinne der Profilerstellung.

## Sinn der Profilerstellung
Aus dem ermittelten Intelligenzprofil lassen sich Möglichkeiten zur individuellen Förderung ableiten. Die Erstellung eines Intelligenzprofils ermöglicht es nämlich, die individuellen Stärken und Schwächen, Talente und Begabungen des Einzelnen zu erkennen. Basierend darauf, lassen sich Karrierewege und berufliche Entscheidungen zielgenauer gestalten. Ein Intelligenzprofil ist hilfreich, um das eigene Entwicklungspotenzial objektiv besser einschätzen zu können und danach angemessene Karriereziele zu definieren. Der Proband wird damit in die Lage versetzt, seine Bestrebungen in Richtungen zu lenken und seine Energien in Bereiche zu investieren, in denen er voraussichtlich besonders erfolgreich sein kann.
Das Intelligenzprofil zeigt den aktuellen Stand der Intelligenzleistungen zur Zeit der Testabnahme an im Vergleich zu anderen Personen, zu eigenen früheren Leistungen, zur jeweiligen Bildungsstufe und zum Alter des Getesteten. Es ist keine konstante Schicksalskurve, sondern stellt eine veränderbare Größe dar, die Auskünfte gibt über die Eignung für bestimmte Berufsrichtungen. So lässt sich das erstellte einzelne Profil mit verschiedenen Berufsprofilen abgleichen. Es gibt Hinweise, für welche Arbeitsgebiete oder Positionen der Proband besonders gute oder weniger vorteilhafte Fähigkeiten mitbringt. So sind beispielsweise für kaufmännische Berufe Profilspitzen im sprachlichen und rechnerischen Bereich bedeutsam. Im Bereich einer Lehrtätigkeit spielt die sprachliche Kompetenz, die Fähigkeit zu verbaler Kommunikation, eine beherrschende Rolle, um erfolgreich sein zu können. Für handwerkliche Berufe ist vor allem eine hohe praktische Intelligenz im Profilbereich sinnvoll.

## Die Bedeutung des IQ-Wertes
Der von dem Psychologen William Stern kreierte sogenannte Intelligenzquotient (IQ) bildet eine Grundlage für das Erstellen des individuellen Intelligenzprofils. Er ist auch heute noch in Abwandlungen das am weitesten verbreitete Maß für die Höhe der allgemeinen Intelligenz des Menschen. Diese ergibt sich aus dem über verschiedene Testverfahren ermittelten Verhältnis von Intelligenzalter zum Lebensalter. Der mathematisch dargestellte Quotient von 100 stellt den Mittelwert der jeweiligen Altersstufe und damit die punktuell fixierte Marke der Normalintelligenz dar. Da die Intelligenz als ein normal verteiltes Merkmal im Sinne der Gaußschen Normalkurve verstanden wird, kann das einzelne Intelligenzniveau in ihrer Relation erfasst und interpretiert werden.

IQ-Tests sind so konstruiert, dass die Ergebnisse für eine größere Stichprobe annähernd normalverteilt sind. Die farblich markierten Bereiche entsprechen jeweils einer Standardabweichung.

Die Bewertung des Intelligenzniveaus wird von der Experimentalpsychologie aus der Streuung in den oberen und unteren Bereich erfasst und in der Regel in fünf Stufen dargestellt, wobei eine Schwankung des IQ zwischen 85 und 115 dem Normbereich der durchschnittlichen Intelligenz zugerechnet wird. Dieser Intelligenzbereich wird von etwa 68 % der Menschen eines Altersjahrgangs erreicht. 95 % der Menschen verfügen über einen IQ zwischen 70 und 130. Extrem niedrige und extrem hohe Werte sind selten. So haben nur etwa 2 % eines Jahrgangs einen sehr niedrigen IQ unter 70, der als „Minderbegabung“ oder „Schwachsinn“ eingestuft wird, und ebenfalls nur 2 % einen sehr hohen IQ über 130, der eine „Hochbegabung“ kennzeichnet. Bei IQ-Werten zwischen 70 und 84 (13,6 %) wird bereits eine unterdurchschnittliche Intelligenz mit Anzeichen einer Lernbehinderung diagnostiziert, während IQ-Werte zwischen 115 und 129 (13,6 %) bereits als überdurchschnittliche Intelligenz gewertet werden.

## Homogene und heterogene Intelligenzprofile
Ein homogenes Intelligenzprofil charakterisiert sich dadurch, dass es ein ausgewogenes Leistungsniveau präsentiert, dass also die Stärken und Schwächen in den geprüften intellektuellen Bereichen keine sehr großen Divergenzen aufweisen.
Ein inhomogenes oder heterogenes Intelligenzprofil ist ein Profil, das in Teilbereichen Werte für eine Hochbegabung, in anderen Teilen nur Werte für eine durchschnittliche oder sogar unterdurchschnittliche Begabung ausweist. Nach Franzis Preckel und Tanja Gabriele Baudson finden sich im Hochbegabtenbereich eher einseitige Begabungsprofile, also seltener Probanden, die gleichzeitig sowohl im verbalen wie mathematischen Bereich sehr begabt sind. Insgesamt werden ca. 85 % aller Intelligenzprofile als heterogen beschrieben, d. h. sie weisen bedeutsame Unterschiede auf zwischen den Stärken und Schwächen des betreffenden Probanden in verschiedenen Bereichen.

## Beispiele

### Der Hamburg-Wechsler-Intelligenztest für Kinder (HAWIK IV)
Bekannte komplexe Testverfahren machen es sich zur Aufgabe, ein Intelligenzprofil zu erstellen. Ein verbreitetes Testverfahren zur Ermittlung des Intelligenzquotienten bei Kindern ist etwa der Hamburg-Wechsler-Intelligenztest für Kinder (HAWIK IV), der über insgesamt 15 Subtests unterschiedliche kognitive Fähigkeiten und darüber hinaus das allgemeine kognitive Niveau zu erfassen versucht. Er fordert z. B. von dem Kind, bestimmte Mustervorlagen nachzubauen, das Gemeinsame an zwei Alltagsbegriffen festzustellen, eine vorgegebene Zahlenreihe nachzusprechen, eine Serie von Wörtern zu definieren, eine Reihe von Buchstaben alphabetisch zu ordnen, eine unvollständige Figurenvorgabe zu vervollständigen, die Darstellung bestimmter sozialer Situationen zu erläutern, gemeinsame Symbole in abstrakten Formen zu erkennen, unvollständige Abbildungen zu ergänzen, Wissensfragen über Orte und Persönlichkeiten zu beantworten, Rechenaufgaben im Kopf zu lösen, einen umschriebenen Begriff zu identifizieren usw. Die in Zahlen ausgedrückten Rohwerte der einzelnen Subtests werden in Wertpunkte umgerechnet und aus den Wertpunktsummen Indexwerte zu den Indizes Sprachverständnis, wahrnehmungsgebundenes logisches Denken, Arbeitsgedächtnis und Verarbeitungsgeschwindigkeit erstellt, die zu einem Gesamt-IQ addiert werden und so schließlich zahlenmäßig und graphisch anschaulich das Erstellen eines Intelligenzprofils ermöglichen.

### Der Intelligenz-Struktur-Test (IST)
Der sogenannte Intelligenz-Struktur-Test von R. Amthauer, der seit seiner Entstehung 1953 bis heute immer wieder von verschiedenen Autoren überarbeitet wurde, setzt sich aus neun Aufgabengruppen mit insgesamt 176 Einzelaufgaben zusammen. Er misst einerseits das allgemeine Intelligenzniveau, soll darüber hinaus aber auch Einblicke in die individuelle Intelligenzstruktur geben, um Begabungsschwerpunkte und Schwächen aufzudecken. Als solche werden etwa das räumliche Vorstellungsvermögen, sprachliches und schlussfolgerndes Denken, Abstraktionsfähigkeit, Beziehungsdenken, Kombinationsfähigkeit und Grundwissen ausgemacht. Dabei werden zahlenmäßiges, sprachliches, logisches und figurales Denken berücksichtigt. Es wurden außerdem Varianten für die Schweiz und Österreich erstellt, um sprachliche Sonderheiten zu berücksichtigen.

## Grenzen des Intelligenzprofils
Die mathematisch exakte und statistisch noch so korrekte Erstellung eines Intelligenzprofils mit ihren strengen Forderungen nach Faktorentrennung, Variierbarkeit, Kontrollierbarkeit und Konstanz darf nicht darüber hinwegtäuschen, dass ihr für Berufs- und Karriereprognosen nur eine relative Bedeutung zukommt. Ursache dafür sind die „instabile Lebenswirklichkeit“ und die „Komplexität des menschlichen Charakters“:
Abgesehen davon, dass im Lebenskontext ja auch zwischen den unterschiedlichen Intelligenzformen wie der kognitiven, der emotionalen, der motorischen oder technischen Intelligenz unterschieden werden müsste, darf ein Intelligenzprofil nicht mit einem Persönlichkeitsprofil verwechselt werden. Die realen Karrierechancen und der Lebenserfolg erfordern ein weitaus breiteres Spektrum an Fähigkeiten, die über das enge Intelligenzprofil beträchtlich hinausgehen. Sie betreffen u. a. auch Eigenschaften und Charaktermerkmale wie Fleiß, Dynamik, Vitalität, Zielstrebigkeit, Selbstdisziplin, Kreativität, Belastbarkeit, Motivation, Kontaktfähigkeit, Beharrlichkeit, Anpassungsfähigkeit u. v. a. Diese können sich in der Lebenswirklichkeit als z. T. wichtiger erweisen als ein hoher IQ. Intelligenz muss als eine bedeutsame, aber nicht hinreichende Eigenschaft für schulischen und beruflichen Erfolg gesehen werden.